# Enicmus nidicola
Enicmus nidicola là một loài bọ cánh cứng trong họ Latridiidae. Loài này được Palm miêu tả khoa học năm 1944.